# Xã Colvin, Quận Eddy, Bắc Dakota
Xã Colvin (tiếng Anh: Colvin Township) là một xã thuộc quận Eddy, tiểu bang Bắc Dakota, Hoa Kỳ. Năm 2010, dân số của xã này là 60 người.